# Linha Maginot
A Linha Maginot (em francês:  Ligne Maginot) foi uma linha de fortificações e de defesa construída pela França ao longo de suas fronteiras com a Alemanha e a Itália, após a Primeira Guerra Mundial, mais precisamente entre 1930 e 1936.
O termo Linha Maginot designa às vezes o sistema inteiro, e às vezes unicamente as defesas contra a Alemanha. As defesas contra a Itália são chamadas linha Alpina.
O complexo de defesa possuía várias vias subterrâneas, obstáculos, baterias blindadas escalonadas em profundidade, postos de observação com abóbadas blindadas e paióis de munições a grande profundidade.

## Origens e construção
O primeiro a propor a construção de um sistema de defesa ao longo da fronteira alemã foi o Marechal Joffre em 1927. O princípio da linha Maginot, batizada com o nome do ministro da Defesa francês André Maginot (1877-1932), veterano mutilado da guerra de 1914-1918, foi debatido na França durante quase 10 anos pelo Conselho Superior de Guerra, sob a presidência do marechal Pétain. Os planos definitivos foram aprovados em 1929 por Paul Painlevé, então ministro da Guerra.
Neste mesmo ano, o Parlamento votou um primeiro financiamento de mais de 1 bilhão de francos franceses, e os trabalhos começaram em 1930. Os trabalhos foram realizados pela STG (Section Technique du Génie), sob a supervisão da CORF (Commission d'Organisation des Régions Fortifiées). Maginot tornou-se ministro da Guerra em 1929 e foi um ardente defensor da fortificação, mas morreu de intoxicação alimentar por ostras em 1932 e jamais pôde ver realizado seu grande sonho de defesa.
A maior parte dos trabalhos estava terminada em 1936, no momento em que a ameaça hitlerista parecia lhe dar toda a justificação de que precisava: era a mais formidável linha defensiva militar jamais construída no mundo, e era de grande complexidade tecnológica e militar. Seu custo total foi de 5 bilhões de francos franceses (da época). Planejada durante a década de 1920, a linha Maginot foi pensada para "guerra de trincheiras". Com suprimentos próprios de energia, munição e alimentos, a linha era uma série de fortalezas e estruturas interligadas, paralela à fronteira franco-germânica. Era composta de 108 edificações principais (fortes) a 15 km de distância uns dos outros, mais edificações menores e casamatas, e mais de 100 km de galerias.

## O ataque alemão

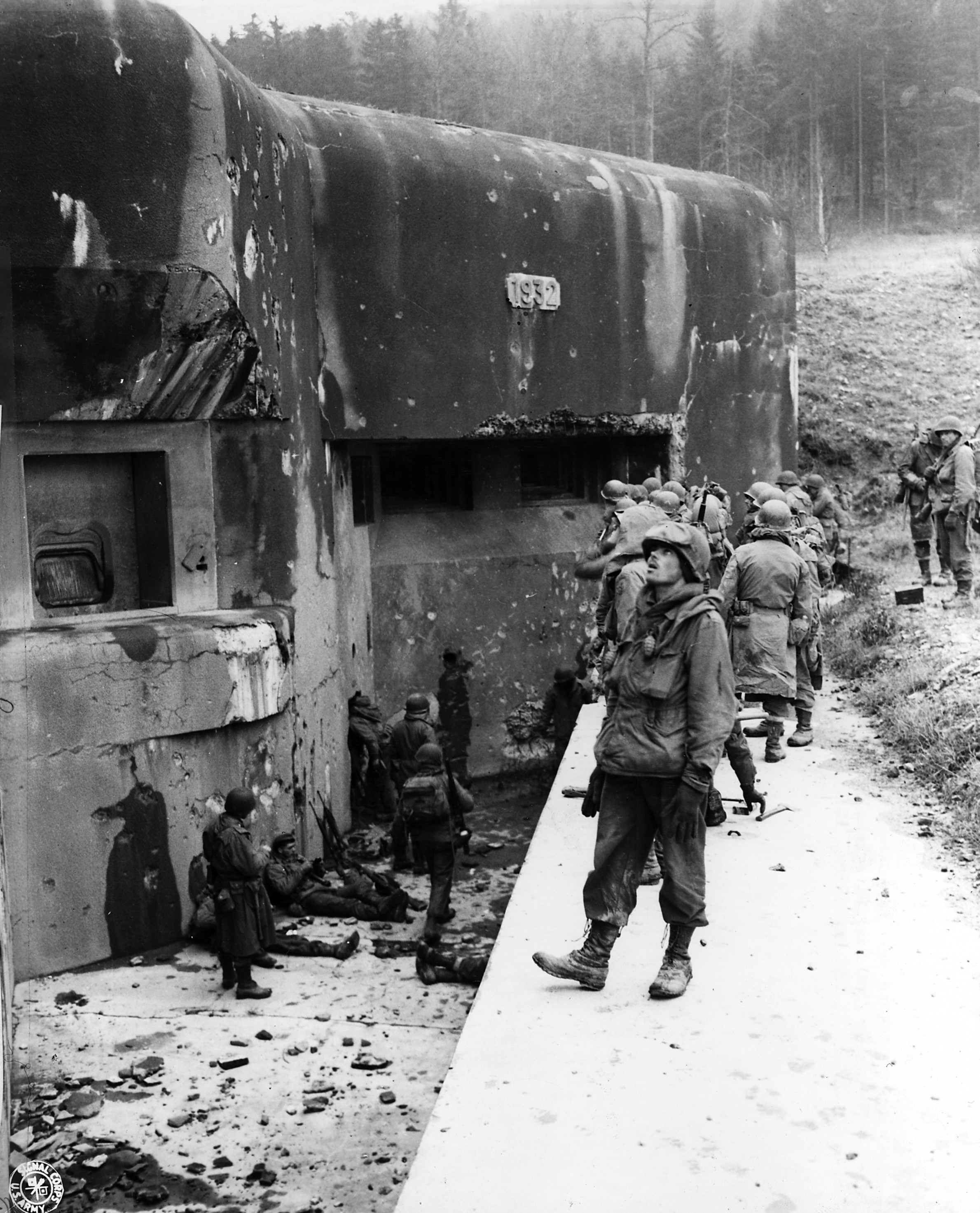
Soldados dos Estados Unidos examinam a Linha Maginot em 1944.

A linha Maginot não evitou a derrota da França no início da Segunda Guerra Mundial, em 1940, na medida em que as divisões alemãs contornaram-na atacando a região de Sedan, além da sua extremidade oeste. Os exércitos aliados foram, assim, cortados ao meio: uma parte das tropas francesas, britânicas e belgas foi cercada e empurrada até as praias de Dunquerque, para onde os britânicos enviaram centenas de embarcações para recuperar os soldados presos nessa armadilha, no que ficou conhecido como a Operação Dínamo. As tropas do leste e regimentos dispostos atrás da linha ficaram presos entre a fronteira alemã e as divisões mecanizadas alemãs, que haviam alcançado a fronteira com a Suíça.
No início de junho as forças alemãs já haviam isolado a linha do resto da França, e o governo francês já dava sinais que aceitaria um armistício, que foi assinado em 22 de junho em Compiègne. Mas a linha ainda estava intacta e ocupada por um número considerável de oficiais desejando manter a posição e continuar a guerra; o avanço italiano foi contido com sucesso. Ainda assim, Maxime Weygand assinou a rendição e as tropas foram feitas prisioneiras.

## Um erro estratégico

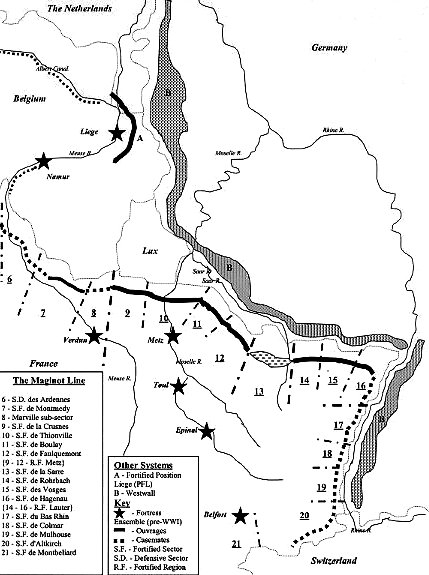
A linha Maginot.

A principal razão para a falha da linha Maginot é o fato de não se estender até ao Mar do Norte. Por diversas razões, entre as quais a falta de tempo e de financiamento, a sua construção foi interrompida a 20 km a leste de Sedan, em Montmédy, fazendo face à fronteira alemã, ao Grão-Ducado de Luxemburgo e a uma parte da fronteira franco-belga. O segmento Longuyon-Lauterbourg era particularmente reforçado, com edificações equipadas de artilharia pesada, enquanto que as defesas do Reno e a oeste de Longuyon eram menos fortes. Certas partes não haviam recebido o equipamento que lhes era destinado no momento da declaração da guerra.
Além disso, a neutralidade da Bélgica confortava os argumentos daqueles que não acreditavam em uma ofensiva inimiga a oeste da linha Maginot.
Foi assim que se desenvolveu um sentimento de segurança com a linha Maginot, onde praticamente cada francês estava convencido de que estava protegido de toda agressão alemã. No entanto, era preciso alguma ingenuidade ou incompetência para imaginar que a linha pudesse resistir suficientemente a um ataque violento e localizado, apoiado pela artilharia pesada e pela aviação moderna. Sem contar com a tática alemã do Blitzkrieg e de contornamento da linha pelas Ardenas. No pior dos casos, a linha poderia conter um ataque surpresa frontal durante o tempo necessário à França para organizar uma mobilização geral.
Neste contexto, os pedidos ansiosos do general De Gaulle e de Paul Reynaud em 1935 em favor do desenvolvimento de divisões blindadas para assegurar a defesa do território não coberto pela linha Maginot faziam sentido, mas não foram ouvidos. O general Maurin, então ministro da Guerra, durante um debate no Parlamento, respondeu a Paul Reynaud : « Como se pode ainda pensar em termos de ofensiva quando gastaram-se milhares de milhões para estabelecer uma fronteira fortificada ? »
No dia seguinte a essa declaração, Hitler rasgava simbolicamente o tratado de Versalhes e instituía a conscrição compulsória para 500 mil homens.

## A linha depois da II Guerra Mundial

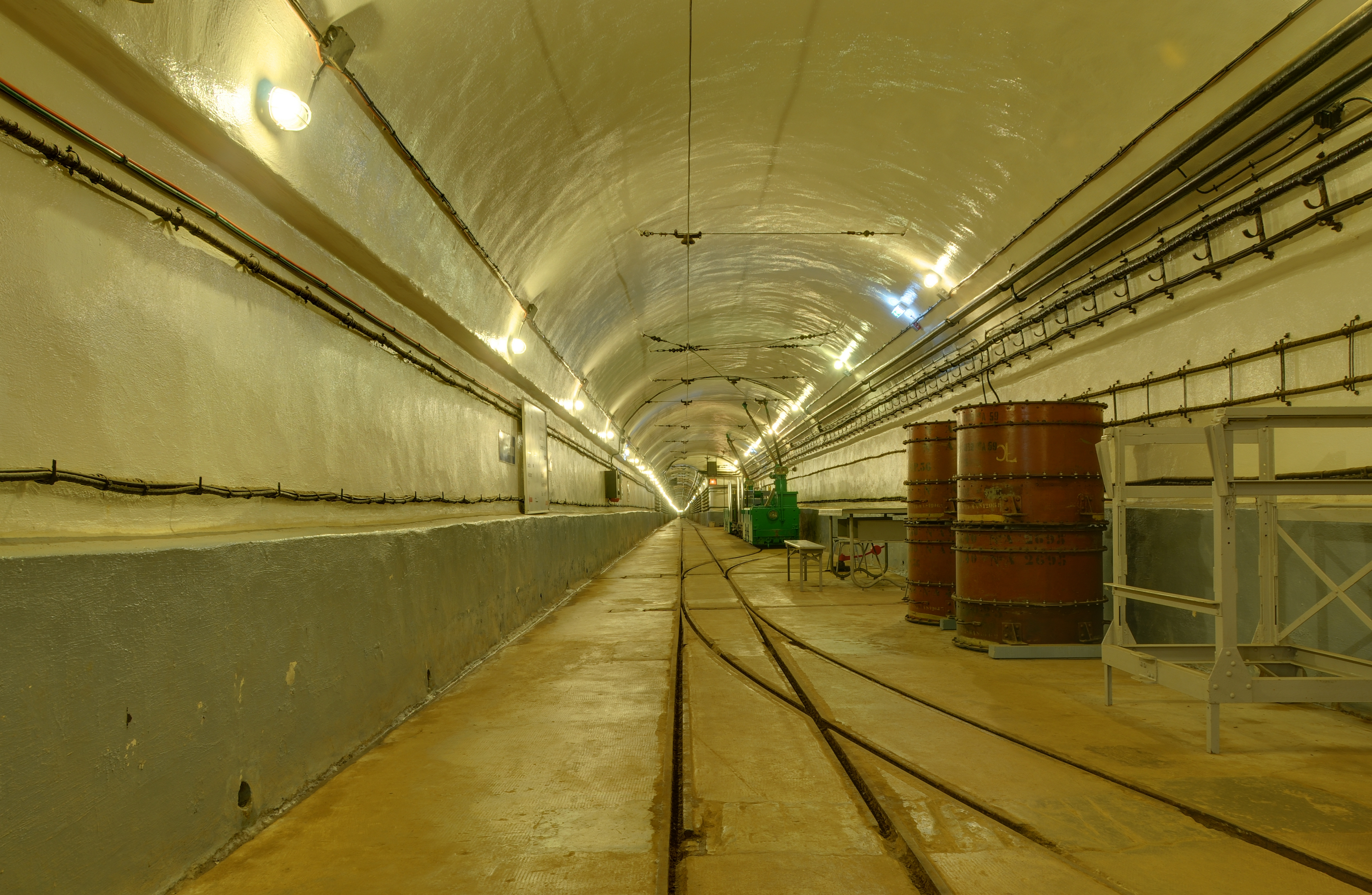
Fortificação subterrânea parte da Linha Maginot na França.

Após a guerra, a linha foi novamente ocupada pelos franceses que se beneficiaram de algumas modificações. Entretanto, quando a França entrou na OTAN (em 1966), grande parte das fortificações foram abandonadas. Com o crescimento da política nuclear independente francesa em 1969, a linha foi abandonada pelo governo, com seções postas em leilão público e o resto abandonado.
O termo "Linha Maginot" tem sido usado como metáfora para algo em que se confia apesar da sua ineficiência. Na verdade, ela fez exatamente aquilo para o qual fora planejada, protegendo uma parte da França e forçando o agressor a contorná-la (e os poucos fortes da linha Maginot que foram atacados pelos alemães resistiram muito bem). Como planejada inicialmente, a linha Maginot era parte de um largo plano de defesa, no qual os agressores deveriam encontrar tropas de resistência francesas, mas o planejamento falhou estrondosamente, fazendo com que a linha perdesse completamente sua razão de ser.
Hoje em dia, associações voluntárias restauraram grandes setores da linha, abrindo-a à visitas públicas, o que atrai muitos turistas à região. Passear pelos túneis e visitar os quilômetros de galerias, fortificações e as diversas dependências (quartos de dormir, cozinhas, enfermarias, arsenais, linhas férreas, etc) é uma experiência enriquecedora.